# Eulimella oliveri
Eulimella oliveri is een slakkensoort uit de familie van de Pyramidellidae. De wetenschappelijke naam van de soort is voor het eerst geldig gepubliceerd in 2006 door Peñas & Rolán.